# Megastigma galeottii
Megastigma galeottii är en vinruteväxtart som beskrevs av Henri Ernest Baillon. Megastigma galeottii ingår i släktet Megastigma och familjen vinruteväxter. Inga underarter finns listade i Catalogue of Life.